# لری هو
لری هو (انگلیسی: Larry Hough؛ زادهٔ april ۴, ۱۹۴۴ (۸۰ سال)) ورزشکار روئینگ اهل ایالات متحده آمریکا است.
وی در مسابقات کشوری و بین‌المللی در مجموع برندهٔ ۳ مدال طلا، ۱ مدال نقره شده‌است.